# Суханов, Дмитрий Владимирович
Дмитрий Владимирович Суханов (15 марта 1974, Тольятти, Куйбышевская область — 22 октября 2023, Москва) — российский хоккеист, защитник.

## Биография
Воспитанник тольяттинской «Лады». В сезоне 1989/90 перешёл в московское «Динамо». В сезонах 1990/91 — 1992/93 играл за «Динамо-2». Со следующего сезона стал выступать за первую команду. Во второй половине сезона 1996/97 перешёл в ХК ЦСКА, после чего завершил карьеру.
Тренировал любительскую команду «Русичи» из Российской товарищеской лиги.
Скончался 22 октября 2023 года в возрасте 49 лет от острой сердечной недостаточности.

## Достижения
- Чемпион МХЛ (1995)
- Обладатель Кубка МХЛ (1995, 1996)
- Абсолютный чемпион России (1993)
- Второй призёр чемпионата МХЛ (1996)
- Финалист Кубка МХЛ (1994)
- Финалист Евролиги (1997)